# Mathildana
Mathildana is een geslacht van vlinders van de familie sikkelmotten (Oecophoridae), uit de onderfamilie Oecophorinae.

## Soorten
- M. filpria Hodges, 1974
- M. newmanella (Clemens, 1864)